# Operación 67
Série
Santo, el Enmascarado de Plata vs. los villanos del ring
(1968) El tesoro de Moctezuma
(1968)
Pour plus de détails, voir Fiche technique et Distribution.
Operación 67 est un film mexicain tourné en 1966 et coréalisé par René Cardona et son fils René Cardona Jr.. C'est le dix-huitième film dans lequel apparaît El Santo, el enmascarado de plata. Il sort dans les salles mexicaines en novembre 1967.

## Fiche technique
- Titre original : Operación 67
- Titre anglais ou international : Operation 67
- Réalisation : René Cardona, René Cardona Jr.
- Scénario : Rafael García Travesi, Gregorio Walerstein
- Décors : Fernando Solórzano
- Photographie : Fernando Colín, Raúl Domínguez
- Montage : José Juan Munguía
- Musique : Enrico C. Cabiati
- Société(s) de production : Estudios América, Cima Films
- Pays d’origine :  Mexique
- Langue originale : espagnol
- Format : couleur — 35 mm — son Mono
- Genre : action, aventure
- Durée : 85 minutes
- Dates de sortie :
  - Mexique : 16 novembre 1967

## Distribution
- El Santo : Santo
- Jorge Rivero : Jorge Rubio
- Elizabeth Campbell : Ruth Taylor
- Noé Murayama : Sadomi Suki
- Midori Nagashiro : danseuse japonaise
- José Luis Caro : agent d'Interpol
- Miguel Gómez Checa : chef d'une organisation maléfique
- Olga Morris
- María Salomé
- Juan Garza : un agent
- Gerardo Zepeda : un agent
- René Barrera : un agent
- Henry Pilusso : lutteur
- Manuel Galavis : lutteur
- Ray Mendoza : lutteur
- Tony Sugar : lutteur
- Ramiro Orci : un agent
- Fernando Yapur : un agent
- Armando Acosta : homme d'affaires
- Jean Safont
- Manuel Dondé : inspecteur de police
- Rubén Márquez : inspecteur de police
- Julián de Meriche : impresario
- Antonio Raxel : chef d'Interpol